# Ofensiva de la Campiña de Damasco (junio–octubre de 2016)
 La ofensiva de la Campiña de Damasco (junio-octubre de 2016) es una ofensiva del Ejército sirio en la Gobernación del Rif Dimashq que se lanzó a fines de junio de 2016, como parte de la Guerra Civil Siria. La ofensiva dio lugar a la captura por parte del ejército de partes de la sección este de Guta oriental controlada por los rebeldes.

## La ofensiva

### Las SAA capturan Mayda'a
El 21 de junio, la 102.ª Brigada de la Guardia Republicana , respaldada por el Ejército de Liberación de Palestina y Hezbollah, capturó la colina al-Bahariyah, y poco después invadió las defensas rebeldes en al-Bahariyah, capturando a toda la aldea. Además de capturar al-Bahariyah, las Fuerzas Armadas Sirias y Hezbollah también continuaron su avance en las granjas Jisreen, donde pudieron tomar el control de varios sitios cerca de las Casas árabes.  
En la tarde del 24 de junio, el Ejército y Hezbollah entraron en Mayda'a, obligando a los rebeldes de la parte norte de la ciudad hacia el centro. Una semana después, el ejército capturó la parte oriental de Mayda'a. Durante este tiempo, las tropas gubernamentales también avanzaron en las Granjas de Al-Bahariyah y hacia el eje Mayda'a-Nashabiyah. Después de llegar al centro de Mayda'a el 4 de julio, al día siguiente, después de casi dos semanas de lucha, el gobierno capturó a Mayda'a. Con la captura de Mayda'a, el Ejército cortó la línea principal de suministro de municiones de los rebeldes para Guta Oriental.
El 7 de julio, un contraataque rebelde recapturó varios bloques de Mayda'a, pero al día siguiente los militares lograron recuperar todo el territorio perdido, asegurando a Mayda'a una vez más.  Las tropas que empujaron a los rebeldes hacia atrás unos pocos kilómetros más hacia el oeste y también aseguraron las granjas y la carretera entre Mayda'a y Al-Bahariyah. Más tarde, ese mismo día, el Ejército entró en la aldea de Mid'anah, capturando sus partes este y sur. El 9 de julio, el grupo activista pro oposición SOHR confirmó la captura de Mayda'a por parte del Ejército. Tres días más tarde, los militares renovaron su ofensiva al intentar avanzar hacia Hawsh Al-Farah, y al parecer capturaron varias granjas al este de la aldea el 12 de julio.

### Interludio
Para el 15 de julio, el gobierno había suspendido principalmente su ofensiva en el área. Una semana después, el Ejército lanzó un nuevo asalto contra Hawsh Al-Farah, resultó en una batalla feroz y de varios días de duración. Las fuerzas gubernamentales, atacando desde dos direcciones, atacaron primero las granjas del este y sur que rodeaban la ciudad.
Mientras tanto, los enfrentamientos entre Jaysh al-Islam y la Legión de Al-Rahman tuvieron lugar en Saqba , una reminiscencia del conflicto entre los rebeldes unos meses antes. El 23 de julio, intensos ataques aéreos se dirigieron a varias ciudades controladas por los rebeldes en el este de Guta, mientras que los enfrentamientos entre las fuerzas gubernamentales y los rebeldes ocurrieron a lo largo de la carretera al-Salam. Además, se llevó a cabo un intercambio de prisioneros entre el gobierno y Jaysh al-Islam, con un destacado coronel del ejército sirio y una mujer mayor de la Guardia Republicana liberada.

### Avances del ejército renovado
Después de capturar las tierras agrícolas circundantes, la Guardia Republicana, respaldada por las unidades de Hezbollah y NDF, asaltó el mismo Hawsh Al-Farah el 26 de julio, lo que condujo a intensos combates de casa en casa.  Después de sufrir numerosas bajas, las fuerzas rebeldes finalmente se retiraron al campo el 29 de julio, dejando al pueblo de importancia estratégica para el gobierno. La caída de Hawsh Al-Farah sirvió como un importante impulso moral para las fuerzas progubernamentales en el Este de Guta, y les permitió imponer el control de fuego sobre varias ciudades importantes controladas por los rebeldes en el área, como Mayda'anah, Hawsh Nasri y Hawsh Shalaq.
El 1 de agosto, el ejército entró en Hawsh Nasri.  Cinco días después, se apoderaron de las granjas cerca de Hawsh Nasri y el 9 de agosto tomaron el control de todo o la mayor parte de la ciudad. Este avance puso al Ejército en posición para atacar la cima de Tal Kurdi desde tres flancos diferentes.
El 13 de agosto, los militares tomaron el control de partes de Hawsh Al-Dawahira y sus granjas circundantes.  Al mismo tiempo, el Ejército lanzó un asalto en la estratégica colina Tal Kurdi.
El 15 de agosto, Jaysh al-Islam lanzó un contraataque para recuperar Hawsh Nasri, aprovechando varios puntos y granjas en el área de la ciudad. Los rebeldes renovaron su contraataque el 20 de agosto y capturaron más posiciones en Hawsh Nasri, pero las perdieron más tarde en el día. Al día siguiente, el Ejército expulsó a los rebeldes de Hawsh Nasri y atacó el flanco norte de Hawsh Dawahrah.

### Lucha de ida y vuelta
El 22 de agosto, los rebeldes lanzaron una ofensiva en el frente occidental de Guta Oriental, en un frente de un kilómetro, para eliminar la presión en la ciudad de Darayya. Sin embargo, después de varias horas de lucha, la ofensiva rebelde fue rechazada. Después de esto, el Ejército sirio continuó sus avances en Ghouta Oriental, asaltando la antigua base del Ejército de señales, cerca de Al-Rayhan, y capturando el área de almacenamiento de la base.  Según informes, las fuerzas gubernamentales también cortaron físicamente la ruta de suministro de los rebeldes entre Al-Rayhan y Shifuniyah.
Hacia fines de agosto, el Ejército capturó las granjas de Al-Rayhan, amenazando con rodear a Tal Kurdi.  Poco después, las fuerzas del gobierno capturaron partes de Al-Rayhan, así como la colina de Tal Rayhan, colocando a Tal Kurdi bajo control de fuego.  El Ejército también hizo avances desde Hawsh Al-Farah hacia Tal Sawwan, cerca de Tal Kurdi. Durante las siguientes tres semanas, las tropas del gobierno capturaron a Tal Sawwan dos veces, pero posteriormente las perdieron nuevamente. A mediados de septiembre, la ciudad aún estaba en disputa.  Mientras tanto, el 5 de septiembre, las fuerzas progubernamentales irrumpieron en la base de señales de  Guta oriental, ganando una cabeza de puente en su corredor sur.
Al anochecer del 12 de septiembre, entró en vigor un alto el fuego en todo el país.  En el área de Damasco, el alto el fuego fue temporalmente sacudido debido a los combates en el distrito suburbano de Jobar.
Entre el 18 y el 19 de septiembre, se repelió un contraataque rebelde entre la base de señales de Ghouta Oriental y la aldea de Al-Reyhan.  Más tarde, el 20 de septiembre, las fuerzas gubernamentales capturaron la Base del Ejército de Señales y los almacenes circundantes.  Además, entre el 19 y el 24 de septiembre, los militares capturaron varias granjas en el área alrededor de Al-Rayhan, cortando el camino a Tal Kurdi.  El 25 de septiembre, el Ejército tomó el área de Rehba al-Ishara, incluyendo la base militar de Katibat al-Ishara.  Mientras tanto, los rebeldes lanzaron un contraataque para recuperar la Base de Señal.  Después de que el asalto fue repelido, las fuerzas gubernamentales comenzaron a atacar la aldea de Al-Reyhan.
Después de fortalecer sus posiciones en Rehba al-Ishara, el 1 de octubre, las fuerzas gubernamentales y las unidades de Hezbollah intentaron avanzar hacia Al-Reyhan. A partir del 3 de octubre, estaban a menos de tres kilómetros de la fortaleza más grande de los rebeldes en el este de Guta, la ciudad de Duma. El 11 de octubre, el Ejército capturó al-Rayhan y avanzó en el área de las granjas de Al-Rayhan.  Cinco días después, un contraataque rebelde logró hacer retroceder a las fuerzas del gobierno desde varias posiciones alrededor de la ciudad, con los rebeldes retomando la parte occidental de Al-Rayhan. El 18 de octubre, el Ejército lanzó un nuevo impulso en el oeste de al-Rayhan en un intento por cortar el camino de suministro para Tal Kurdi, logrando capturar el área de la fábrica de Sbidaj.  El 25 de octubre, las Brigadas al-Majd se separaron de la Legión al-Rahman debido a las continuas diferencias entre Jaysh al-Islam y la Legión al-Rahman que dificultaron los intentos de los rebeldes de detener la ofensiva del gobierno.  

### Ejército asegura Tal Kurdi
El 29 de octubre, el Ejército capturó varias áreas de fábricas, imponiendo control de fuego sobre Tal Kurdi. El 30 de octubre, después de más de 50 días de lucha, el Ejército tomó el control de Tal Sawwan y Tal Kurdi y avanzó hacia Shefonia y Al-Rayhan.

## Secuelas
El 8 de noviembre, el Ejército informó que había capturado las granjas occidentales de Al-Rayhan, rodeando a los rebeldes en la parte occidental de la ciudad.  El 12 de noviembre, un avance del Ejército en la ciudad fue rechazado.
Se lanzó una nueva ofensiva contra Al-Rayhan el 14 de noviembre mientras que el 17 de noviembre también se inició un ataque contra las ciudades de Al-Dawahra y Midaani.  Del 17 al 20 de noviembre, al menos 30 civiles murieron en bombardeos en los poblados rebeldes de la región.
La SAA lanzó otro ataque contra Midaani el 20 de noviembre, capturando nueve puntos dentro de la ciudad.  Al día siguiente, la SAA lanzó una ofensiva para reabrir la carretera Damasco-Homs cerca de Harasta .  También capturó siete granjas en Midaani.  Un contraataque por Jaysh al-Islam en Mayda'a fue rechazado el 23 de noviembre. El grupo afirmó que 30 soldados habían muerto en el ataque, mientras que SAA afirmó que perdió solo 2.
El 29 de noviembre, se informó que el Ejército y Hezbolá habían capturado la ciudad de Midaani. Sin embargo, al día siguiente, se confirmó que las fuerzas gubernamentales tenían el control de las partes norte y este de la ciudad e intentaban asegurar el resto.  El 4 de diciembre, el Ejército avanzó una vez más en el área de Midaani. El Ejército cortó una ruta de suministro rebelde entre Al-Shifuniyah y Autaya controlando parte de ella cerca de Hawsh ad-Dawahirah el 6 de diciembre.  También recapturó la mayoría de las granjas del pueblo Hawsh ash-Shalaq y capturó el pueblo al día siguiente.  Capturaron muchas granjas en las afueras de al-Mid'aani y avanzaron hacia Hazrama el 31 de diciembre. El 1 de enero de 2017, el Ejército capturó la mayor parte del Batallón de Defensa Aérea cerca de Hazrama después de avanzar en las tierras de cultivo en los días anteriores.  SAA capturó Hazrama el 19 de enero.